# Meta (Vorname)
Meta ist ein Frauenvorname. Es handelt sich dabei um eine Kurzform von Margaretha.
Im Dänischen sind auch die Formen Metha, Metta und Metty geläufig.
Im baltischen Sprachbereich hat Mėta die Bedeutung Minze. Der Name stammt aus der heidnischen Kultur und wünscht der Neugeborenen die heilenden Kräfte der Minzen.
In der griechischen Mythologie ist Meta, Tochter des Hoples, die erste Frau von Aigeus.

## Bekannte Namensträgerinnen
- Meta Antenen (* 1949), Schweizer Leichtathletin
- Meta Alexander (1924–1999), deutsche Ärztin
- Meta Brevoort (1825–1876), US-amerikanische Bergsteigerin
- Meta Bünger (1870–1928), deutsche Kinderdarstellerin und Theaterschauspielerin
- Meta Deutsch (1891–1989), deutsche Grafikerin und Plexiglasradiererin
- Meta Diestel (1877–1968), deutsche Oratorien- und Kantatensängerin, Gesangspädagogin, Singleiterin und Wohltäterin
- Meta Forkel-Liebeskind (1765–1853), deutsche Schriftstellerin und Übersetzerin
- Meta Golding (* 1971), US-amerikanische Schauspielerin
- Meta Hiltebrand (* 1983), schweizerische Fernsehköchin
- Meta Hrovat (* 1998), slowenische Skirennläuferin
- Meta Janssen-Kucz (* 1961), deutsche Politikerin (Bündnis 90/Die Grünen)
- Meta Klopstock (1728–1758), deutsche Schriftstellerin
- Meta Kohnke (1932–2023), deutsche Archivarin und Historikerin
- Meta Menz (1906–1990), Ballettmeisterin und Solotänzerin
- Meta Merz (1965–1989), österreichische Schriftstellerin
- Meta Muscat (1903–1978), deutsche Malerin
- Meta Niederkorn (* 1959), österreichische Historikerin
- Meta Erna Niemeyer (1901–1996), deutsche Fotografin
- Meta Quarck-Hammerschlag (1864–1954), deutsche Frauenrechtlerin
- Meta Reif (1911–2006), österreichisch-US-amerikanische Schauspielerin
- Meta Rogall (1935–1994), deutsche Gastwirtin
- Meta von Salis (1855–1929), Schweizer Historikerin und Frauenrechtlerin
- Meta Scheele (1904–1942), deutsche Romanschriftstellerin und Historikerin
- Meta Schoepp (1868–1939), deutsche Schriftstellerin
- Meta Seinemeyer (1895–1929), deutsche Sängerin
- Meta Stölken (1933–2023), deutsche Politikerin (FDP)
- Meta Velander (1924–2025), schwedische Schauspielerin
- Meta Wolff (1902–1941), deutsche Bühnenschauspielerin